# Notre-Dame de la Daurade

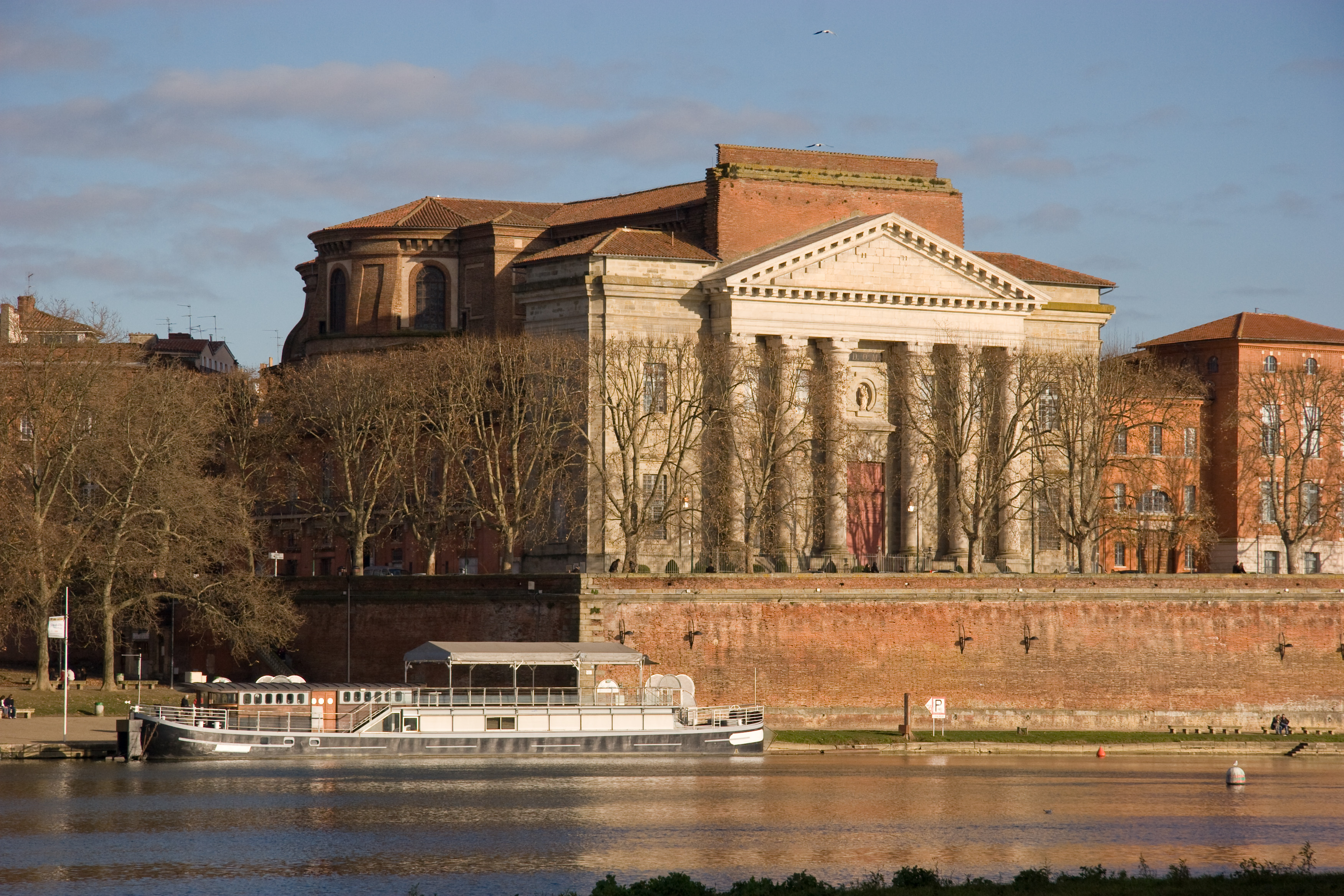
Basilika Notre-Dame de la Daurade, Toulouse

Notre-Dame de la Daurade (auch Sainte-Marie la Daurade) ist eine Basilika in Toulouse im Rang einer Basilica minor.

## Geografische Lage
Notre-Dame de la Daurade steht am Quai de la Daurade am Ufer der Garonne neben dem Parc de la Daurade, dem ehemaligen Port de la Daurade.

## Name
Die Bezeichnung „Daurade“ ist die verballhornte Form des lateinischen Deaurata, in der Bedeutung von „goldgeschmückt“.

## Vorgängerbauten

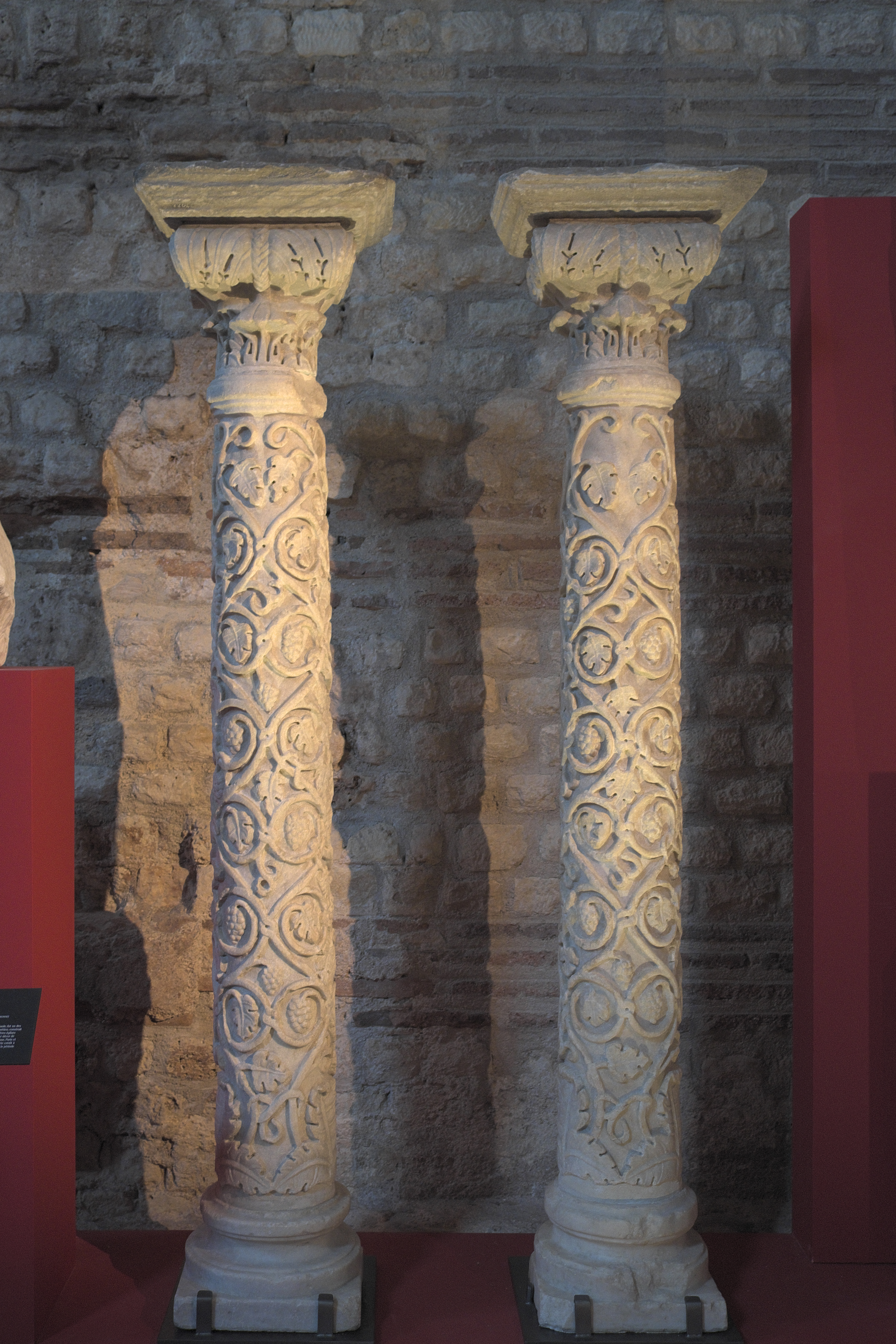
Säulen aus der westgotischen Kirche im Musée national du Moyen Âge in Paris

Die Ursprünge der Anlage liegen in römischer Zeit im 4. Jahrhundert, als hier ein zehneckiger Zentralbau errichtet wurde – vielleicht ein Tempel. Das Gebäude wurde in westgotischer Zeit in eine Kirche umgewandelt. Das Bauwerk bestand aus dicken, nach außen ungegliederten Backsteinmauern, war mit einem Kappengewölbe versehen, das in seiner Mitte vielleicht ein Opaion besaß. Den Innenraum gliederten drei übereinander angeordnete Blendarkaden auf Marmorsäulen mit korinthischen und Komposit-Kapitellen. Deren Nischen waren mit Mosaiken ausgekleidet. Diese wurden vor dem Abriss der Kirche dokumentiert, so dass deren Bildprogramm und die ungefähre Farbigkeit bekannt sind. Vielleicht war dies die Kathedrale der arianischen Kirche.

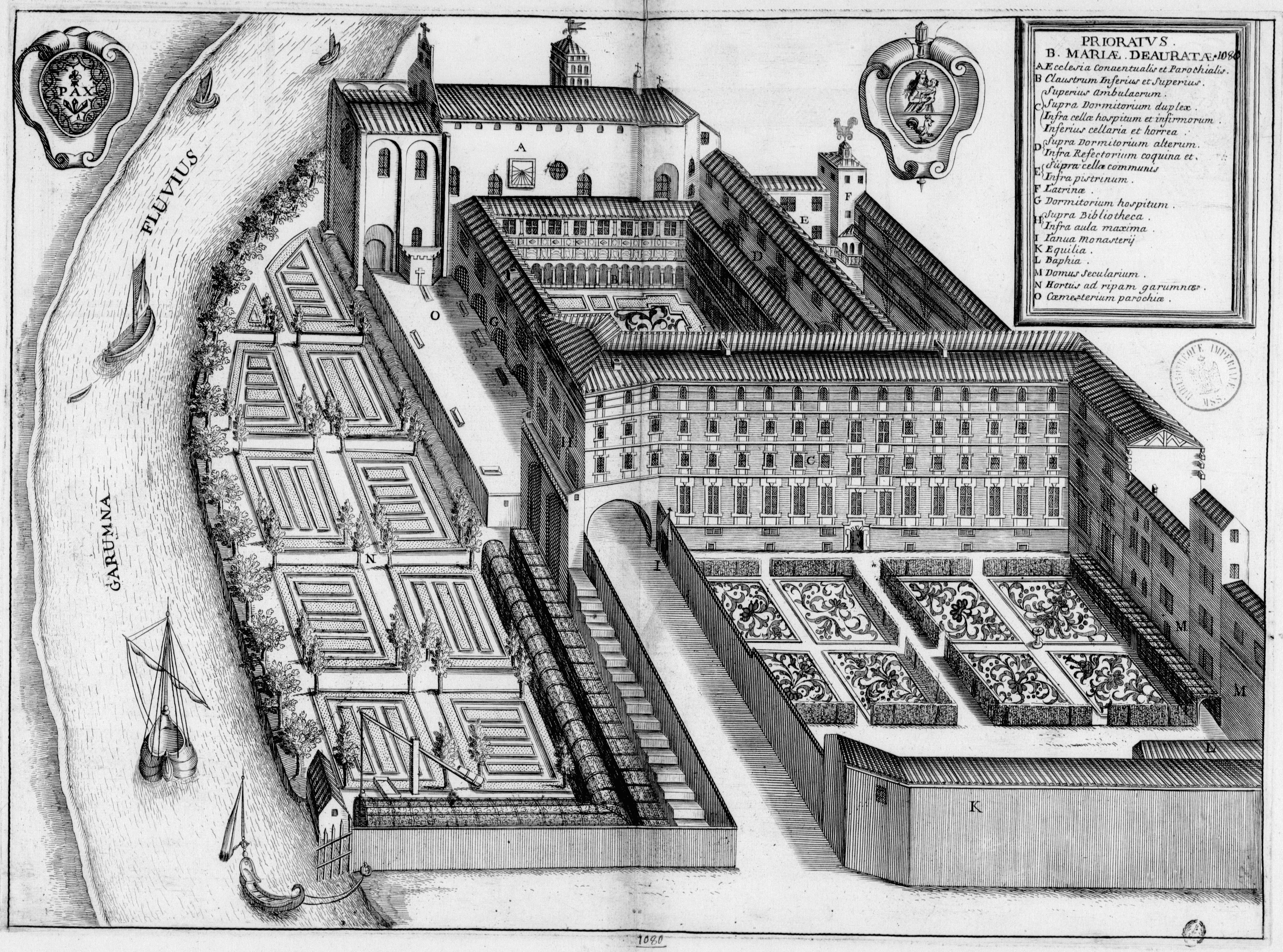
Das Priorat im 17. Jahrhundert: Im Hintergrund die Kirche, davor der romanische Kreuzgang Monasticon Gallicanum

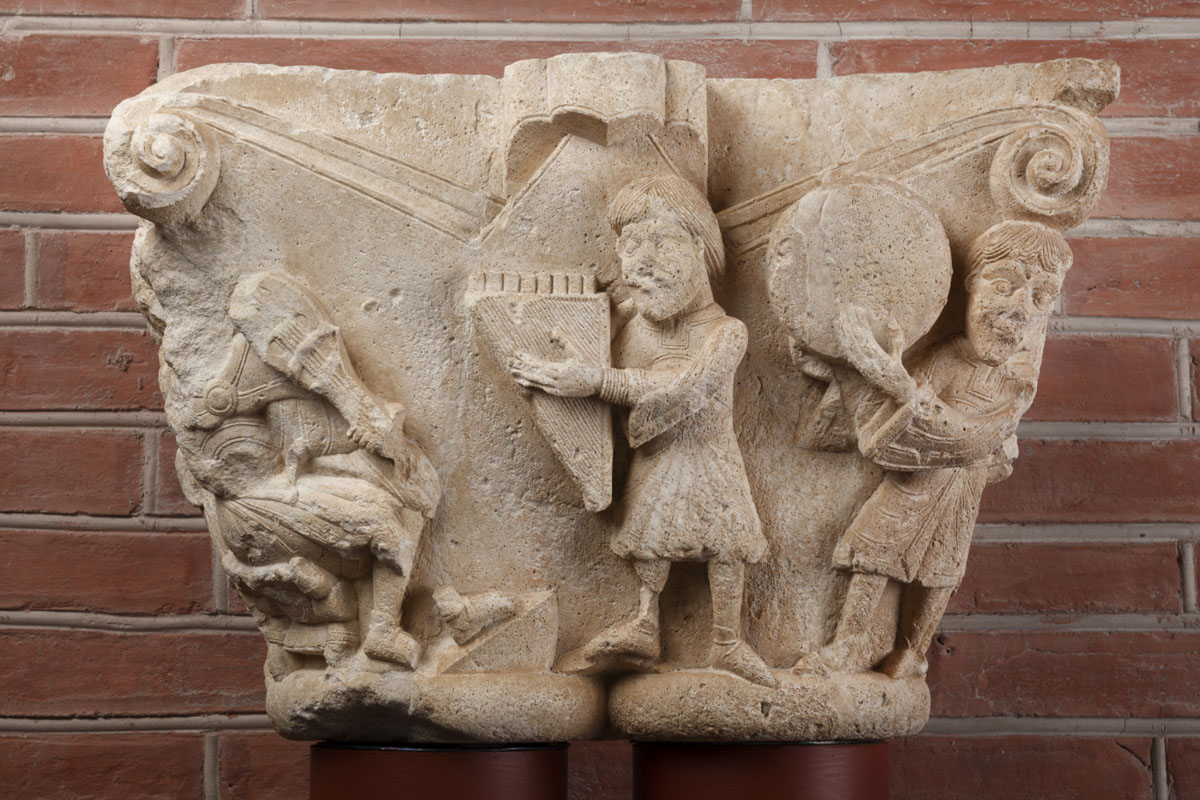
König David und seine Musiker. Kapitell aus dem Kreuzgang im Musée des Augustins

Im 9. Jahrhundert, in dem die Westgoten zum katholischen Glauben konvertierten, gehörte die Kirche zu einem Benediktinerkloster. Im 11. Jahrhundert wurde ein romanisches Kirchenschiff an den Zwölfeckbau angefügt, dieser selbst zum Chor für die neue, größere Kirche umgebaut. 1077 wurde das Kloster der Abtei Saint-Pierre in Moissac angegliedert. Danach entstand neben der Kirche ein Kreuzgang, dessen heute im Musée des Augustins in Toulouse verwahrte Kapitelle bedeutende Denkmäler der romanischen Bauskulptur sind.
Prioren von Notre-Dame de la Daurade waren u. a.
- Georges d’Armagnac (1501–1585), 1544 Kardinal, 1562–1584 Erzbischof von Toulouse, 1562–1578 Prior von Notre-Dame de la Daurade
- François de Joyeuse (1562–1615), 1583 Kardinal, 1588–1614 Erzbischof von Toulouse, 1591–1598 Prior von Notre-Dame de la Daurade

Seit 1621 fand das reich geschmückte, frühmittelalterliche Sanktuarium die Aufmerksamkeit von Historikern. Das verhinderte aber nicht, dass es abgebrochen wurde. Bauliche Reste aus westgotischer Zeit sind nur in geringem Umfang erhalten. 31 Säulen, 28 Kapitelle und zwei kleine Mosaikfragmente sind im Musée Saint-Raymond in Toulouse, im Musée national du Moyen Âge in Paris und im Metropolitan Museum of Art in New York erhalten.

## Barockanlage
Die Kuppel wurde 1703 abgerissen, da sie einzustürzen drohte. 1760 erhielt die Kirche eine neue Kuppel, die sich aber als zu schwer für das Mauerwerk erwies, so dass die gesamte Kirche ein Jahr später abgerissen werden musste. Das Projekt zum Wiederaufbau wurde gestoppt, um den Bau der Garonne-Kais zu ermöglichen, in deren Baugelände die Kirche hineinragte. Das Baufeld für die Kirche wurde verschoben, der Bau dort begonnen, aber aufgrund der Französischen Revolution zunächst abgebrochen. Der Neubau konnte daher erst 1836 geweiht werden. Die endgültige Fertigstellung dauerte allerdings bis 1883.
1876 erhob Papst Pius IX. die Kirche zur Basilika minor.

### Bauwerk
Die so gut wie turmlose Kirche blickt mit einer Säulenfassade auf den Fluss. Notre-Dame de la Daurade wurde Ende des 18. Jahrhunderts an der Stelle einer der ältesten Kirchen von Toulouse neu erbaut. Der spätantike Vorgängerbau war vermutlich die Kapelle der westgotischen Könige, deren Apsis mit frühchristlichen vergoldeten Mosaiken geschmückt war, woher die Kirche ihren Namen erhielt (lat. deaurata, vergoldet). Im Mittelalter gehörte die Kirche zu einem Benediktinerkloster, dessen Prior eine der wichtigsten Personen in Toulouse war. Bis zum Ende des 14. Jahrhunderts war sie von Mühlen flankiert, vom 12. bis 17. Jahrhundert war sie der heute nicht mehr existierenden, damals aber wichtigsten Brücke von Toulouse, dem Pont de la Daurade, benachbart. Am 1. Februar 1963 wurde die Basilika in die Liste der Monuments historiques aufgenommen.
Glocken
In einem kleinen runden Türmchen auf der Südseite befinden sich sieben kleine Glocken, von denen drei 2018 von der Glockengießerei Paccard in Annecy neu gegossen wurden. Sie haben Namen erhalten:
- Glocke 2: Maria Dauratae nach dem Patrozinium der Kirche
- Glocke 4: Peire Garona nach Pierre Godolin, dem Dichter, dessen Grabmal sich in der Kirche befindet
- Glocke 7: Benoît (Benedikt) zur Erinnerung an die Benediktiner, deren Klosterkirche das Gotteshaus einst war.

Drei Glocken sind fixiert, können also nur angeschlagen und nicht frei schwingend geläutet werden.
Übersicht
| Glocke    | 1      | 2      | 3      | 4      | 5      | 6       | 7      |
| Gewicht   | 260 kg | 225 kg | 125 kg | 115 kg | 70 kg  | 60 kg   | 52 kg  |
| Schlagton | Si 3   | Do # 4 | Ré # 4 | Fa 4   | Fa 4 # | Sol # 4 | La # 4 |

### Ausstattung

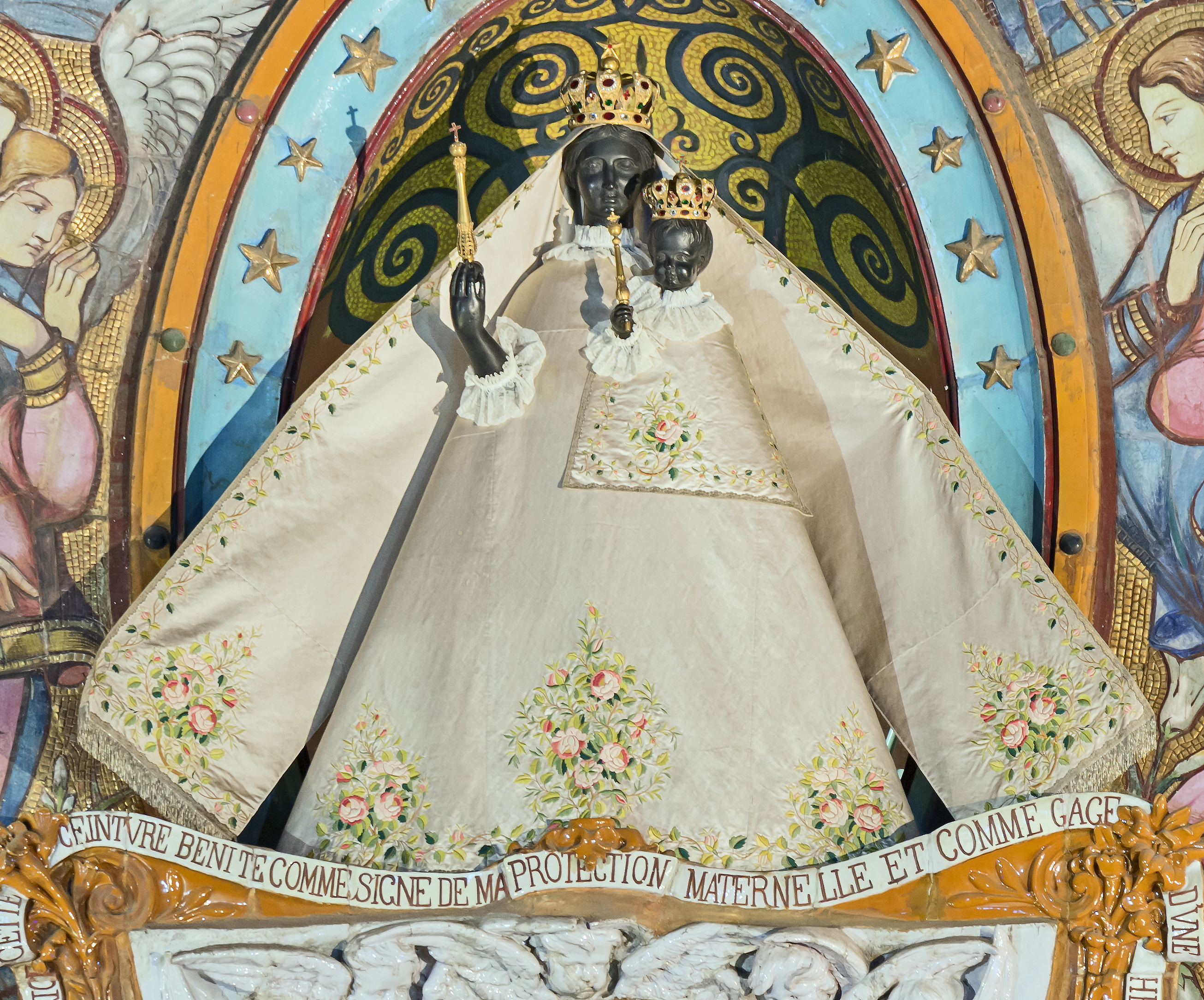
Schwarze Madonna

#### Schwarze Madonna
Die Basilika beherbergt eine Schwarze Madonna, die besonders von schwangeren Frauen verehrt wird. Die Skulptur ist bereits die zweite Kopie einer im 10. Jahrhundert erwähnten dunklen Marienfigur, die die Braune (frz. Notre-Dame la Brune) genannt wurde. Das Original wurde im 14. Jahrhundert geraubt und durch die erste Kopie ersetzt. Seit dem 16. Jahrhundert wurde sie Notre-Dame la Noire (Unsere Liebe Frau, die Schwarze) genannt. In der Französischen Revolution wurde sie 1799 auf dem Rathausplatz von Toulouse verbrannt. 1807 wurde die heutige Figur geschaffen, die ungefähr zwei Meter groß ist.

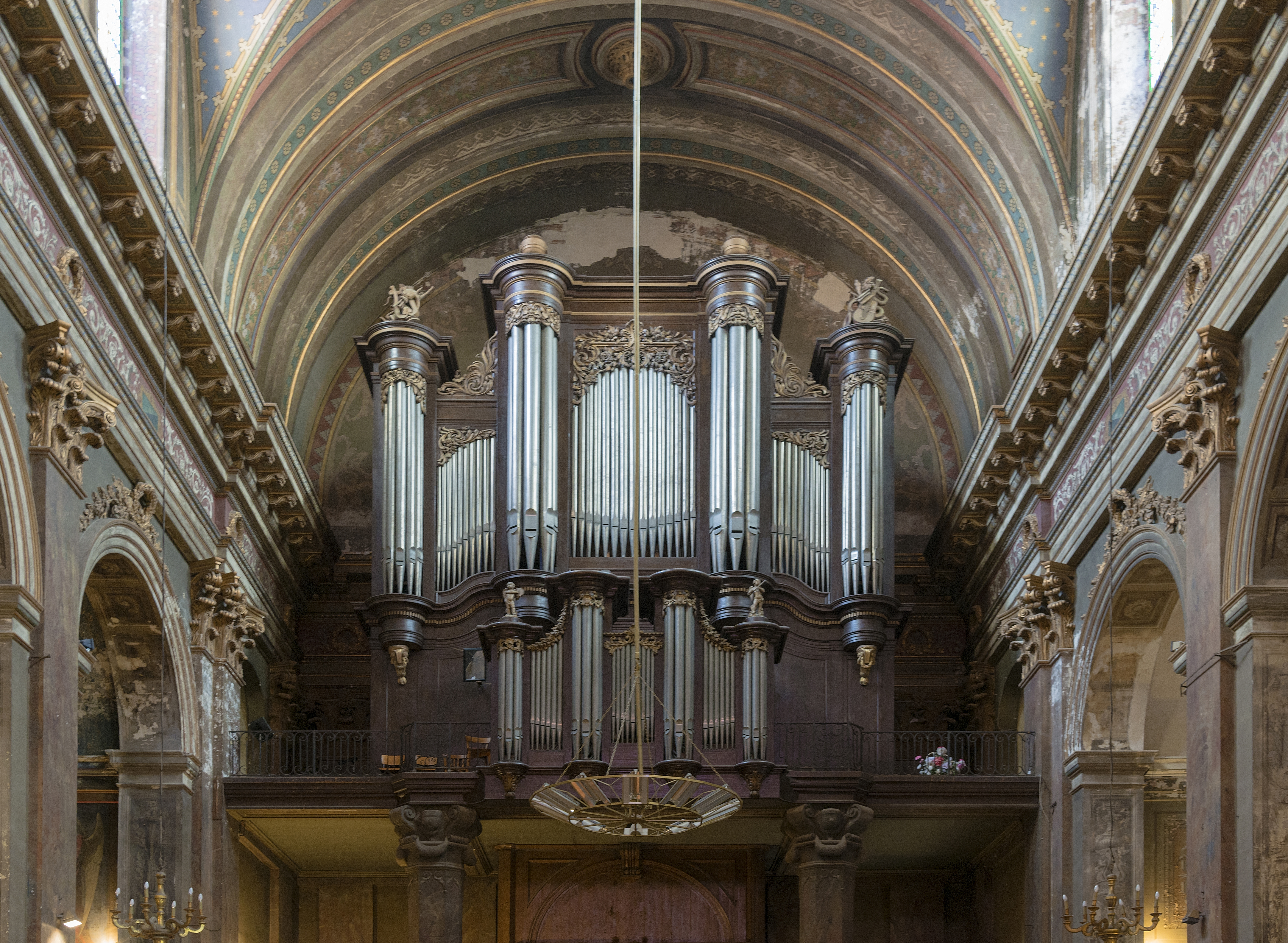
Hauptorgel

#### Orgeln
Die Kirche besitzt zwei Orgeln, eine Emporenorgel, die unter Denkmalschutz steht (Monument historique), und eine Chororgel.
Die Hauptorgel auf der Empore wurde 1862–63 von den Orgelbauern Emile Poirier und Nicolas Lieberknecht  unter Verwendung von Teilen aus Vorgängerinstrumenten aus dem 18. Jahrhundert gebaut. Sie verfügt über 41 Register auf drei Manualen und Pedal.

#### Grabmal
In der Basilika befindet sich das Grab des provenzalischen Dichters Pierre Godolin, der in Toulouse geboren und dort 1649 auch gestorben ist.